# Петар Џаџић
Петар Џаџић (Битољ, 18. септембар 1929 — Београд, 31. јул 1996) био је српски књижевни критичар, дописни члан САНУ.

## Биографија
Рођен је у Битољу. Гимназију је завршио у Пожаревцу 1948. године, а Филозофски факултет у Београду.Докторирао је на тему из стваралаштва Иве Андрића. Као критичар јавио се крајем педесетих година. Залагао се за нове, модернистичке струје у српској књижевности, у опреци са тада владајућим социјалним реализмом, који је био у служби идеологије Комунистичке партије. Био је главни уредник студентског листа Видици, а потом покретaч и уредник утицајног часописа Дело, који је промовисао и бранио модернизам у књижевности. Као писац дневне критике, сматрао је да новинска критика треба да се бави не само приказивањем књижевних дела, већ и њиховим вредновањем. Писао је критике за НИН, Политику и Телевизију Београд. Радио је као уредник у издавачкој кући Просвета.Био је дописни члан САНУ. Текстови су му превођени на француски, руски, енглески, хинду, шпански, италијански, мађарски, јапански и друге језике.
Добитник је више књижевних награда, као што је Октобарска награда за студију „Бранко Миљковић или неукротива реч“; „Ђорђе Јовановић“ за књигу „Критике и огледи“; „Милан Богдановић“ за приказ књиге „Пешчаник“ Данила Киша.
Умро је 31. јула 1996. године у Београду и сахрањен у Алеји заслужних грађана на Новом гробљу.

## Одабрана дела
- Иво Андрић, есеј (1957)
- Из дана у дан (1962)
- Бранко Миљковић или неукротива реч (1965)
- Критике и огледи (1973)
- О Проклетој авлији (1975)
- Критика и време (1975)
- Из дана у дан II (1976)
- Простори среће у делу Милоша Црњанског (1976)
- Храстова греда у каменој капији - митско у Андрићевом делу (1983)
- Homo Balcanicus, homo heroicus (1987)
- Нова усташка држава? (1990)

### Приређивач
Саставио је антолигије:
- Послератна српска приповетка (1960)
- Критичари о Андрићу (1962)
- Време непролазно (антологија разне прозе, 1966)